# Greifenburger Badesee
Der Greifenburger Badesee ist ein kleiner See in der Gemeinde Greifenburg. Das zu- und abflusslose Gewässer wird vom Land Kärnten als schwach mesotroph eingestuft.

## Lage und Nutzung
Der See liegt einige hundert Meter östlich der Ortschaft Greifenburg und unmittelbar nördlich der Drau. Er entstand künstlich als Baggersee infolge von Schottergewinnung, welche in einem durch einen Damm abgegrenzten Bereich des Gewässers weiterhin stattfindet. Am Nordwestlichen Ende des Sees befindet sich ein Freizeitzentrum mit Strandbad. An dieses angrenzend befindet sich ein Kletterpark, von dem aus eine Zip-line über den See führt.

## Fischbestand
Der See wird fischereirechtlich nicht genutzt, die Kenntnisse über den Fischbestand beschränken sich daher auf Sichtungen der folgenden Arten:
- Barsch (Perca fluviatilis)
- Aitel (Leuciscus cephalus)
- Rotauge (Rutilus rutilus)
- Schleie (Tinca tinca)